# 1015 (numero)
Millequindici (1015) è il numero naturale dopo il 1014 e prima del 1016.

## Proprietà matematiche
- È un numero dispari.
- È un numero composto da 8 divisori: 1, 5, 7, 29, 35, 145, 203, 1015. Poiché la somma dei suoi divisori (escluso il numero stesso) è 425 < 1015, è un numero difettivo.
- È un numero sfenico.
- È un numero nontotiente in quanto dispari e diverso da 1.
- È un numero piramidale quadrato.
- È un numero odioso.
- È un numero intero privo di quadrati.
- È un numero palindromo e un numero ondulante nel sistema di numerazione posizionale a base 12 (707).
- È parte delle terne pitagoriche (119, 1008, 1015), (168, 1001, 1015), (192, 1015, 1033), (348, 1015, 1073), (609, 812, 1015), (700, 735, 1015), (1015, 1980, 2225), (1015, 2436, 2639), (1015, 2856, 3031), (1015, 3480, 3625), (1015, 10488, 10537), (1015, 14700, 14735), (1015, 17748, 17777), (1015, 20592, 20617), (1015, 73584, 73591), (1015, 103020, 103025), (1015, 515112, 515113).

## Astronomia
- 1015 Christa è un asteroide della fascia principale del sistema solare.
- NGC 1015 è una galassia spirale barrata nella costellazione della Balena.
- IC 1015 sono galassie interagenti nella costellazione di Boote.

## Astronautica
- Cosmos 1015 è un satellite artificiale russo.